# فارس حدث

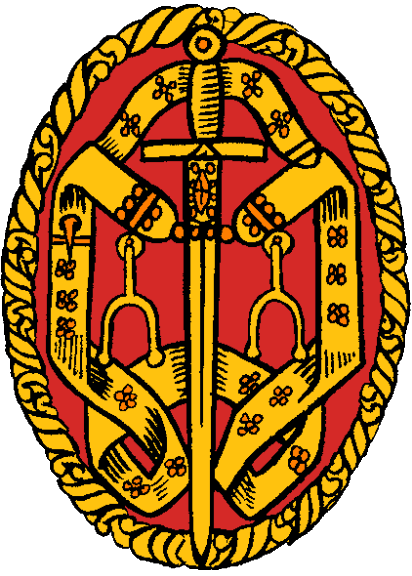
شارة فارس حدث (1926).

لقب الفارس الحَدَث هو جزء من منظومة الشرف البريطاني. وهو يشير إلى رجل قد منحه العاهل البريطاني لقب «فارس» لكن ليس بصفته عضواً في منظمة أوامر الفروسية. وسام الفارس هو أقدم نوع من أوسمة الفرسان البريطانية، بدأ في عهد الملك هنري الثالث (1 تشرين الأول / أكتوبر 1207—16 تشرين الثاني / نوفمبر 1272)، لكنها دون رتبة أعضاء في مختلف الأوامر. وليس هناك ما يعادل وسام الفارس للأناث، بل النساء اللاتي يستحقن شرف هذه المرتبة تمنحن لقب السيدة من منظومة الإمبراطورية البريطانية (dbe) بدلاً من ذلك. ويشار إلى أن الملكة إليزابيث الثانية قد منحت مجدي يعقوب لقب فارس في عام 1992.